# İbrahim Yinal
İbrahim Yinal (... – 1058) fu un signore della guerra dei turchi selgiuchidi, fratello uterino del sultano Toghrul Beg.
İbrahim Yinal comandò una spedizione di saccheggio nel territorio armeno controllato dall'Impero bizantino culminata nella Battaglia di Kapetrou del settembre 1048. Stando al cronista curdo Ali Ibn al-Athir la spedizione avrebbe fruttato ai turchi 100.000 prigionieri (tra i quali il pericoloso principe georgiano Liparit IV) e tanto bottino da richiedere 10.000 cammelli per trasportarlo.
Nel 1058, İbrahim Yinal si ribellò a Toghrul ma venne sconfitto e giustiziato, pare per mano dello stesso sultano.